# Ursicin de Cahors
Ursicin de Cahors ou saint Urcisse, (en latin, Ursicinus) est un évêque de Cahors mort vers  595. 
Ce saint Urcisse est fêté le 13 décembre. Il ne doit pas être confondu avec saint Ursicin de Sens, évêque de Sens au IVe siècle.

## Histoire et tradition
Ursicinus était référendaire de la reine Ultrogothe, femme du roi Childebert Ier, roi de Paris, quand Maurille ou Maurillon le choisit parmi de nombreux candidats pour être son successeur à l'évêché de Cahors.
En 585, le concile de Mâcon, réuni à la demande du roi Gontran, commença selon la volonté du roi à instruire le procès de ceux qui s'étaient déclarés en faveur du rebelle Gondovald ou Gondebaud qui se disait le fils de Clotaire Ier. Ursicin confessa publiquement avoir reçu Gondebaud et s'être déclaré en sa faveur. Le synode le condamna à une pénitence de trois ans. Pendant cette pénitence il devait laisser pousser sa barbe et ses cheveux, ne pas consommer de la viande et du vin, ne pas célébrer de messe, ne pas ordonner des prêtres, ne pas bénir d'églises ou le chrême et ne pas distribuer du pain bénit.
On note aussi qu'Innocent, comte du Gévaudan et élu évêque de Rodez sous la pression de la reine Brunehilde, avait accusé Ursicinus de détenir injustement des paroisses relevant de l'évêché de Rodez. Pour juger ce différend le métropolitain de Bourges dut convoquer vers 587 un concile à Clermont. Il y fut décidé que l'évêque de Cahors conserverait les paroisses pour lesquelles l'évêque de Rodez ne pouvait prouver qu'un évêque de Rodez y avait exercé son autorité.
Il est mentionné dans les écrits de Grégoire de Tours.

## Sources
1. ↑  Nominis : Saint Ursicin
2. ↑  Odette Pontal, Histoire des conciles mérovingiens, Paris, CNRS - Cerf - Institut de Recherche et d'Histoire des Textes, 1989, 428 p. (ISBN 978-2-20403-191-2), p. 291 (pp. 161-167 dans la version en allemand).
3. ↑  Jacques Longueval,Pierre Claude Fontenay,Pierre Brumoy,Guillaume François Berthier, Histoire de l'Église gallicane, Volume 4, Paris, 1826
4. ↑  Baron de Gaujal, Essais historiques sur le Rouergue, Volume 1, Numéro 2, p. 167-168